# Salò ou les 120 Journées de Sodome
Pour les articles homonymes, voir Sodome (homonymie).
Série 'Trilogie de la mort'
Porno-Théo-Kolossal
(inachevé)
Pour plus de détails, voir Fiche technique et Distribution.
Salò ou les 120 Journées de Sodome (Salò o le centoventi giornate di Sodoma) est un film italien réalisé par Pier Paolo Pasolini en 1975. Prévu comme le premier épisode de sa Trilogie de la mort, il s'agit du dernier film du cinéaste, assassiné moins de deux mois avant sa sortie en salles à Rome. Il n'a d'ailleurs pas eu le temps d'en finir le montage, d'où une dernière partie écourtée (à la suite d'une disparition ou d'un vol de bobines).
C'est une libre adaptation, transposée au XXe siècle, de l’œuvre du marquis de Sade (1740-1814), Les Cent Vingt Journées de Sodome, dont l’action se passait, elle, à la fin du règne de Louis XIV (mort en 1715).

## Synopsis
L'action commence à Salò, ville près du lac de Garde où, en septembre 1943, les nazis installèrent Benito Mussolini, qu'ils venaient de libérer. Quatre notables riches et d'âge mûr, fascistes et libertins, y rédigent leur projet macabre. Elle se poursuit par la capture de neuf jeunes garçons et neuf jeunes filles dans la campagne et quelques villages alentour.
Les quatre notables, le Duc, l’Évêque, le Juge et le Président, entourés de divers servants armés et de quatre prostituées, ainsi que de leurs femmes respectives (chacun ayant épousé la fille d'un autre au début du film), s'isolent dans un palais des environs de Marzabotto, dans la république de Salò.
Divisé en quatre sections, comme dans l'œuvre du marquis de Sade, qui prennent le nom de cercles infernaux, comme dans l'œuvre de Dante Alighieri, le film met en scène les adolescents (garçons et filles) choisis par ces notables devant endurer cent vingt jours de manipulation, maltraitance, torture, domination sexuelle et mentale.
- Antinferno (le « Vestibule de l'enfer ») : dans cette première partie du film, le réalisateur plante le décor ; il s'agit du moment où les notables choisissent leurs victimes et les emmènent dans le palais où se dérouleront les cent vingt jours de détention. Les règles sont simples : désormais les adolescents choisis n'ont plus de vie, ils ne sont ici que pour le plaisir des notables et ne doivent espérer rien d'aimable ou de compatissant de leur part. Tout adolescent ne respectant pas les règles se verra sévèrement réprimandé.
- Girone delle manie (le « Cercle des passions »). Deuxième partie du film où ont lieu diverses scènes de viol et de domination sexuelle sur les adolescents.
- Girone della merda (le « Cercle de la merde »). Troisième partie du film prenant un tout autre tournant. En effet, les matières fécales sont désormais l'objet d'attirance et de désir. Les victimes doivent notamment s'asseoir dans un baquet d'excréments, manger ceux du Duc ou encore des plats fécaux au cours d'un grand banquet aménagé pour l'occasion.
- Girone del sangue (le « Cercle du sang »). Dernière partie du film. Les quatre notables découvrent que certaines de leurs victimes agissent secrètement et détournent les règles. Tout au long du film, les notables ont rédigé le nom de ceux qui désobéissaient. L'heure est venue d'appliquer leur châtiment. Des adolescents rebelles sont tués par balle, et d'autres sont violemment torturés à la vue de tous. Cette partie du film est l'occasion de diverses tortures et mutilations (langue coupée, yeux énucléés, scalpations, marquages au fer et au briquet de tétons et de sexes…).

L'ensemble du film est crûment montré dans une mise en scène qui reprend le cérémonial sadien.

## Fiche technique
- Titre français : Salò ou les cent-vingt journées de Sodome
- Titre original : Salò o le centoventi giornate di Sodoma
- Réalisation et scénario : Pier Paolo Pasolini, sur une idée de Sergio Citti et Pupi Avati
- Inspiré par Les Cent Vingt Journées de Sodome du marquis de Sade ainsi que par la Divine Comédie de Dante
- Producteurs : Alberto De Stefanis, Antonio Girasante, Alberto Grimaldi
- Photographie : Tonino Delli Colli
- Décorateur : 	Osvaldo Desideri
- Costumes : Danilo Donati
- Montage : Nino Baragli
- Musique originale : Ennio Morricone
- Musique additionnelle : Voir section Musiques
- Bibliographie[Note 1]
  - Roland Barthes : Sade, Fourier, Loyola
  - Maurice Blanchot	: Lautréamont et Sade
  - Simone de Beauvoir : Faut-il brûler Sade ?
  - Pierre Klossowski : Sade mon prochain - Le Philosophe scélérat
  - Philippe Sollers	: L'Écriture et l'expérience des limites
- Pays :  Italie
- Genre : Film dramatique
- Durée : 117 minutes
- Dates de tournage : du 3 mars au 9 mai 1975
- Date de sortie : 
  - France : 22 novembre 1975 (Festival du Film de Paris) ; 19 mai 1976 (sortie nationale)
  - Italie : 10 janvier 1976
- Classification :
  - Italie : Interdit aux moins de 18 ans[2]
  - France : Interdit aux moins de 18 ans lors de sa sortie en salles, puis automatiquement ramené à 16 ans en 1990 après la réforme des seuils d'interdiction
  - Québec : Classé 18 ans et plus (violence, érotisme) par la Régie du cinéma[3]
  - Royaume-Uni: Interdit aux moins de 18 ans depuis 2000[4]
- Affiche : Jouineau Bourduge (France)

## Distribution
- Les notables :
  - Paolo Bonacelli (VF : René Arrieu)  : le Duc (Duca)[Note 2]
  - Giorgio Cataldi (it) (doublé par Giorgio Caproni ; VF : Alain Mottet) : Monseigneur (Monsignore)[Note 3]
  - Umberto Paolo Quintavalle (it) (VF : Michel Piccoli) : Son Excellence (Eccellenza) le juge[Note 4]
  - Aldo Valletti (it) (doublé par Marco Bellocchio ; VF : Michel Delahaye) : le Président (Presidente)[Note 5]
- Caterina Boratto (VF : Anouck Ferjac) : Madame Castelli
- Hélène Surgère (doublée par Laura Betti ; VF : Hélène Surgère) : Madame Vaccari
- Sonia Saviange : la pianiste
- Elsa De Giorgi (VF : Micheline Boudet) : Madame Maggi
- Ines Pellegrini : la jeune servante noire

- Les gardiens :
  - Rinaldo Missaglia : Rinaldo
  - Guido Galletti : Guido
  - Giuseppe Patruno : Giuseppe
  - Efisio Etzi : Efisio
- Les collaborateurs :
  - Claudio Troccoli : Claudio
  - Ezio Manni : Ezio
  - Fabrizio Menichini : Bruno
  - Maurizio Valaguzza : Maurizio
- Les victimes garçons :
  - Sergio Fascetti : Sergio
  - Gaspare Di Jenno : Rino
  - Bruno Musso : Carlo Porro
  - Antonio Orlando (it) : Tonino Orlando
  - Claudio Cicchetti : Claudio Cicchetti
  - Umberto Chessari : Umberto Chessari
  - Franco Merli : Franco
  - Lamberto Book : Lamberto Gobbi
  - Marco Lucantoni : Tonna Peruggio (non crédité)
- Les victimes filles :
  - Dorit Henke (it) : Doris
  - Faridah Malik : Fatma
  - Giuliana Melis : Giulana
  - Graziella Aniceto : Graziella
  - Renata Moar : Renata
  - Benedetta Gaetani : Benedetta
  - Olga Andreis : Eva
  - Antiniska Nemour (it) : Antiniska/Albertina
- Les filles des notables :
  - Tatiana Mogilansky : Tatiana, la fille de son Excellence
  - Liana Acquaviva : Liana, la fille cadette du Duc
  - Susanna Radaelli : Suzy, la fille du Président
  - Giuliana Orlandi : Giuliana, la fille aînée du Duc
- Les mères maquerelles :
  - Paola Pieracci, Anna Maria Dossena (it), Carla Terlizzi et Anna Recchimuzzi

L'actrice incarnant la première victime parmi les neuf filles (qui implore madame Castelli de l'aider à s'échapper au début du film, qui tente de se défenestrer durant le premier récit de madame Vaccari et qui finit égorgée dans l'autel religieux) n'est pas créditée au générique ; son prénom n'est pas mentionné au cours du film.

## Musiques
Sauf indication contraire, les informations mentionnées dans cette section peuvent être confirmées par la base de données cinématographiques IMDb,  présente dans la section « Liens externes ».
Aucun crédit ne figure au générique.
- Prélude en do mineur et Prélude en mi mineur de Frédéric Chopin, interprétée par Arnaldo Graziosi (it) (piano)
- Carmina Burana (III. Veris Laeta Facies) de Carl Orff, dirigé par Rafael Frühbeck de Burgos
- Son tanto triste, écrit par Franco Ansaldo et Alfredo Bracchi, dirigé par Ennio Morricone
- Pastorale in fa majeur, BWV 590, de Jean-Sébastien Bach, interprétée par Arnaldo Graziosi (piano)
- Inno a Roma de Giacomo Puccini, interprétée par Arnaldo Graziosi (piano)
- Stelutis Alpinis (Canto del Friuli) d'Armando Zardini, interprété par Coro Rosalpina
- Sul ponte di Perati, bandiera nera (chant militaire)

## Doublage et langues du film
Les actrices françaises Hélène Surgère et Sonia Saviange ont été choisies par Pier Paolo Pasolini parce qu'il les avait remarquées dans le film Femmes femmes (1974) de Paul Vecchiali : ces deux actrices reprennent (toujours en français) le sketch « Femmes femmes » dans Salò ou les 120 journées de Sodome, sketch qu’elles interprétaient déjà dans le film homonyme. Hormis ce sketch, le rôle de Sonia Saviange est muet.

La version originale parlant italien et sous-titrée en français (VOSTF) est la seule qui soit sortie sur grand écran en France. Conformément aux habitudes de production italiennes, certains rôles sont doublés dans cette version originale parlant italien. Une version « officielle » parlant français et due à Jean-Claude Biette a été éditée par la suite en DVD. Biette a précisé dans le générique de cette version « officielle » : 

« Je me souviens du moment où j’ai terminé le sous-titrage de Salò, Pasolini est passé au studio d’enregistrement dans le 13e, on lui avait préparé des essais de voix pour tous les rôles. […] C’était pour lui un film français, à cause de Sade, mais aussi des citations de Proust, Klossowski, Sollers, Blanchot. […] Il tenait à ce que la version originale soit la version française. »

Dans la quatrième partie, on entend à la radio une œuvre d’Ezra Pound (1885-1972), poète américain qui trahit son pays au profit de Mussolini.

## Commentaire
Le film est inspiré de l'œuvre du marquis de Sade (1740-1814) Les Cent Vingt Journées de Sodome et des événements qui se sont déroulés dans la ville de Salò, au nord de l'Italie, à la fin de la Seconde Guerre mondiale, lorsque Mussolini y est installé par les nazis et y fonde une république fasciste fantoche, la République sociale italienne.
C'est le film le plus sombre et le plus désespéré de Pasolini. Il est minutieusement construit comme une descente progressive à travers différents cercles de la perversité, à l'image de l'œuvre de Sade. Selon Jean-Luc Douin, dans Le Monde, après avoir réalisé une série de films exaltant la sexualité dans l’allégresse (Trilogie de la vie), Pasolini considère la libération sexuelle comme une tromperie. Il s’élève contre la société de consommation et le capitalisme, qui asservissent la sexualité, qui devrait être libératrice, et expose les vies privées. Il dénonce dans son film, une nouvelle fois, les horreurs de la société bourgeoise : la sexualité, auparavant vue comme une grâce pour l’humanité, devient une marchandise à consommer, sans égard pour la dignité humaine. Les dernières scènes, particulièrement difficiles à soutenir, sont vues à travers des jumelles, afin d’installer une distance.

## Accueil
Le film fait scandale lors de sa sortie. Aujourd'hui encore, près de 50 ans après sa sortie, le film est considéré comme l'un des plus scandaleux et des plus violents jamais réalisés. La sévérité de ses images et leur réalisme cru ont contribué à établir l'aura du film, à lui conférer son caractère mythique, et beaucoup le considèrent comme un véritable classique du cinéma mondial.

### Interdictions
Il est interdit ou censuré dans de nombreux pays pendant plusieurs années, y compris en Italie.
En février 2007, sa projection est interdite à Zurich, en Suisse, à la suite de plaintes (la polémique éclate après que le journal gratuit 20 Minuten a stigmatisé la programmation de Salò dans une église de Zurich dans le cadre d'une rétrospective consacrée au cinéaste italien ; le film devait être projeté dans le temple protestant en raison des travaux de rénovation du cinéma Xenix). Finalement, quelques jours plus tard, la censure est levée sous la pression des défenseurs de la liberté d'expression.
Au Royaume-Uni, la British Board of Film Classification jugea en 1976 que ce film était susceptible de violer les lois sur l'outrage aux bonnes mœurs, qui à l'époque n'admettaient aucune défense artistique à l'inverse de Obscene Publications Act 1959, que toute coupe amoindrirait les horreurs et donc le message et que par conséquent il ne pouvait pas donner de visa d'exploitation, notant cependant que des projections en clubs pouvaient être organisées. L'évolution des lois et des mœurs fit que ce film fut autorisé en projection publique pour les majeurs.

En France, la Commission de contrôle des films cinématographiques jugea, à 14 voix contre 9, que ce film était attentatoire à la dignité humaine et devait donc se voir refuser un visa d'exploitation et d'exportation, bien que certains membres affirmèrent, lors des débats, que ce film pourrait être restreint aux salles art et essai,,:
Admettant volontiers qu’aux yeux d’un public de parfait sang-froid et pleinement armé sur le plan intellectuel et moral, le film en cause pourrait n’apparaître en définitive que comme une méditation grave sur le destin de l’homme et sur ses déviations recherchées comme des apaisements ou des échappatoires – ce qui est bien la recherche de Sade, dont « SALO » se recommande – la Commission de Contrôle, dans sa majorité, a estimé que le film avait toutes chances d’être « reçu » par le public d’une manière plus textuelle et donc, à la fois, plus frustre [sic] et plus dangereuse. Dès lors, il lui est apparu que les images et représentations énumérées ci-dessus ne pourraient être interprétées que comme des invitations à porter atteinte à la dignité, à l’intégrité, et même à l’existence de la personne humaine. En conformité avec sa jurisprudence en la matière, la Commission de Contrôle n’a donc pu proposer que l’interdiction totale du film dont il s’agit.
Michel Guy, Ministre de la culture à l'époque, accorda finalement un visa d'exploitation assorti d'une interdiction aux mineurs, restreint officieusement et illégalement à une seule salle de cinéma à Paris.
En Australie, ce film fut interdit en 1976 pour immoralité. En 1993, l'Australian Classification Board accorda un visa d'exploitation R18+ sans coupes pour ce film. Cependant, après des recours, cette décision fut cassée en 1998, rétablissant l'interdiction totale. Finalement, en 2010, ce film reçut un classement R18+ et fut autorisé à sortir en DVD après inclusion de 176 minutes pour fournir un contexte,.

### À la télévision
Toujours interdit de diffusion à la télévision publique française, hormis une diffusion sur FR3 à la fin des années 1970, Salò fait l'objet d'un véritable culte ; il a longtemps[Quand ?] été projeté dans une salle « Art et Essai » du Quartier latin de Paris.
Réservé à un public averti, il a toutefois été diffusé en France sur CinéCinéma Classic à l'occasion d’une intégrale Pasolini fin 2008 et sur Paris Première.

### Par des cinéastes
Encore aujourd’hui, des réalisateurs comme Gaspar Noé et Claire Denis avouent, dans un supplément du DVD paru en 2009, leur malaise au visionnage du film.
Il est resté un sommet pour de nombreux cinéastes, dont R.W. Fassbinder, qui, pourtant, avait vu la projection en France de son film Maman Küsters s'en va au ciel perturbée le 22 novembre 1975 lors du festival de Paris, la foule envahissant la salle de cinéma avant l'heure pour être sûre d'avoir une place pour Salò, le film suivant.
Michael Haneke le considère comme l'un de ses films préférés même si, selon ses dires, il n'a jamais pu le revisionner.
Le réalisateur Tom Six a avoué en interview qu'il a été profondément marqué lors du visionnage du film.

### Récompenses
Le film fut récompensé du prix Venezia Classici du meilleur film restauré à la Mostra de Venise 2015.

## Incohérences
- Au cours de la sélection finale des jeunes ayant enfreint le règlement, plusieurs d'entre eux ne l'ayant pas enfreint se retrouvent malgré tout « punis » en raison de leurs fautes. Cela peut très facilement s'expliquer par la réduction de la version officielle du film à 111 minutes, contre une version originale de 145 minutes. Parmi les seuls jeunes punis pour avoir enfreint le règlement on relèvera seulement :
  - Claudio pour avoir refusé de faire une fellation à Monseigneur.
  - Lamberto pour avoir refusé de manger à quatre pattes comme un chien dans une gamelle remplie de charcuterie.
  - Renata pour avoir imploré Dieu, lorsque Efisio et les collaborateurs la déshabillent à la demande du Duc.
  - Doris pour avoir déféqué, durant le Cercle de la merde, dans un pot de chambre et non dans le baquet préparé à l'occasion.
  - Carlo pour la même raison que Doris.
  - Antiniska et Eva pour s'être enlacées de manière suggestive durant le dernier mariage, au début du Cercle de sang (il s’avérera par la suite qu'elles sont lesbiennes).
  - Graziella pour avoir conservé et caché une photo de son petit ami sous son oreiller (elle sera néanmoins épargnée par la suite, visiblement pour avoir dénoncé la relation entre Eva et Antiniska).
- Il n'est ainsi jamais révélé, au cours du film, les fautes qui ont amené les filles des dignitaires (Tatiana, Suzy, Giulana et Liana) et les autres jeunes (Fatma, Giulana, Benedetta, Sergio, Tonino et Franco) à être punis. Cependant, l'acteur Franco Merli avait révélé dans une interview[16] avoir été puni pour avoir probablement tenu des propos blasphématoires à l'encontre du règlement rédigé par les seigneurs dans une scène, coupée lors du montage, qui se serait déroulée dans le dortoir des garçons. Par ailleurs, le personnage de Benedetta (dont la mort n'est même pas montrée) disparaît dans de nombreuses scènes du film, à savoir le mariage de Sergio et Renata, la scène des chiens, le dernier mariage, ainsi qu'au cours de la scène des sélections, mais elle réapparaît pourtant ligotée avec les autres condamnés dans les toilettes pendant le récit de Mme Castelli.
- Autre mystère, le personnage d'Eva disparaît définitivement du film après que les dignitaires ont exécuté Ezio et la servante noire, dont l'amour interdit a été dénoncé par Eva. Présente dans l'appartement de la domestique quand ils sont tués, elle ne réapparaît alors plus dans aucune scène y compris lors de la sélection, laissant planer le doute sur son sort. Des photos de tournage réalisées par Deborah Imogen Beer et Gideon Bachmann révèlent qu'Eva est en fait abattue par les quatre dignitaires en tentant de s'enfuir, après l'exécution d'Ezio et de la servante noire, mais que la scène ne sera pas retenue au montage final par décision des producteurs de l'époque. Plus récemment, le vidéaste Tristan Bayou-Carjuzaa a opéré un travail de reconstitution du montage intégral du film à partir de ces photos et des images d'archives encore disponibles.
- À l'occasion du tournage du film biographique sur le cinéaste (Pasolini, sorti en 2014), le réalisateur américain Abel Ferrara annonce qu'il avait l'intention d'ajouter des séquences inédites du film Salò, issues des bandes volées durant le tournage et fraîchement retrouvées à l'époque[17].